# Tweemetalige munt

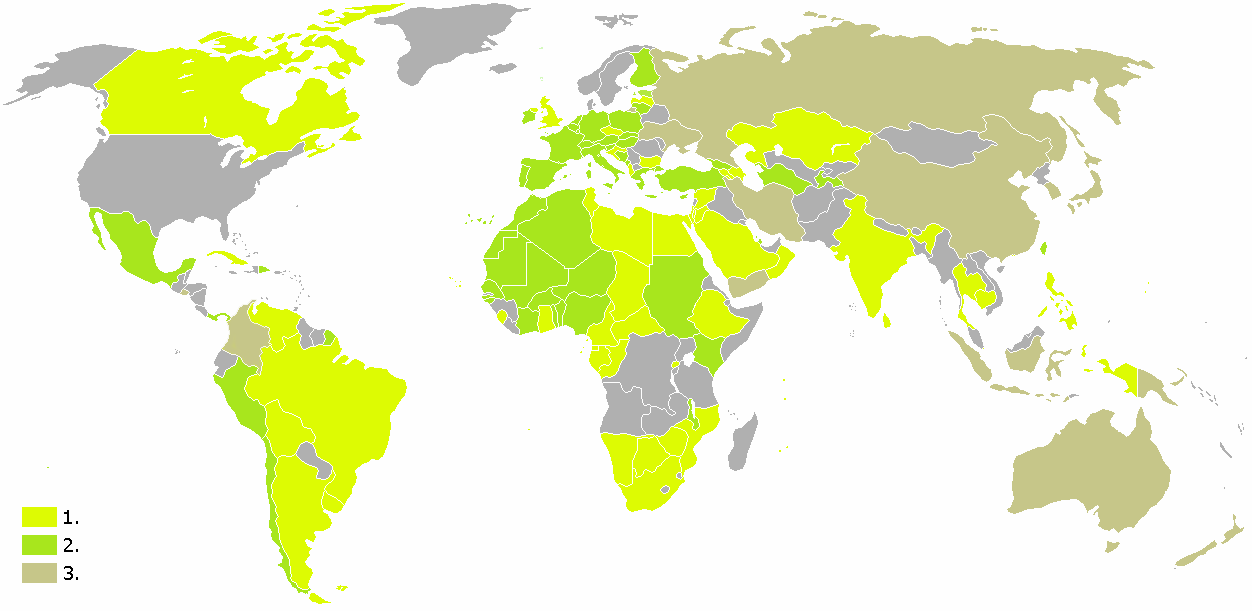
Landen met 1 (1.) of meer (2.) tweemetalige munten

Een tweemetalige munt is een term die in de numismatiek staat voor een munt waarvan het midden in een ander metaal is uitgevoerd dan de buitenrand. Zie de 1 en 2 euromunten.
De munt wordt vervaardigd door in het muntproductieproces de twee blanco's met een perspassing samen te persen waardoor een permanente verbinding ontstaat tussen de twee delen.
Hoewel minder gangbaar bestaan er ook driemetalige munten.